# Saint-Berain-sous-Sanvignes
Saint-Berain-sous-Sanvignes este o comună în departamentul Saône-et-Loire, Franța. În 2009 avea o populație de 1.033 de locuitori.

## Evoluția populației
| An        | 1975 | 1982 | 1990 | 1999 | 2006  | 2009  |
| --------- | ---- | ---- | ---- | ---- | ----- | ----- |
| Populație | 910  | 932  | 945  | 980  | 1.025 | 1.033 |